# Hannoverpaß
Hannoverpaß är ett bergspass i Antarktis. Det ligger i Östantarktis. Nya Zeeland gör anspråk på området. Hannoverpaß ligger 1 025 meter över havet.
Terrängen runt Hannoverpaß är kuperad västerut, men österut är den bergig. Trakten är obefolkad. Det finns inga samhällen i närheten.